# 中川諒真
中川 諒真（なかがわ りょうま、1997年11月5日 - ）は、静岡県浜松市出身のサッカー選手。ポジションはディフェンダー。
JFL・東京武蔵野ユナイテッドFC所属。

## 来歴
浜松開誠館高等学校から明治大学に進学。大学1年次からフォワードとしてリーグ戦に出場し、大学4年次は途中出場中心ながら学生タイトル五冠を制覇したチームで出場機会を得た。また、第99回天皇杯2回戦川崎フロンターレ戦に途中出場した。大学の同期は中村帆高、瀬古樹、安部柊斗ら。須貝英大は高校・大学の1年後輩に当たる。
2020年1月11日に東京武蔵野シティFCへの加入が発表された。加入時の登録ポジションは大学時代から引き続きフォワード。
ルーキーイヤーとなった2020年シーズンはJFL開幕戦となった第16節高知ユナイテッド戦でJFL初出場。第100回天皇杯2回戦VONDS市原FC戦でチーム加入後初得点、10月3日のJFL第23節テゲバジャーロ宮崎戦でJFL初得点を記録した。また、リーグ戦途中まではフォワードとして出場していたものの、守備陣の相次ぐ負傷離脱により10月25日第25節いわきFC戦以降はディフェンダーとして出場。以降リーグ戦全試合ディフェンダーとしてスタメン出場を果たし、最終的にリーグ戦全試合出場を果たした。
2021年シーズンは登録ポジションをディフェンダーに変更。昨年終盤に引き続き、ディフェンダーとして開幕戦にスタメン出場した。

## 所属クラブ
- 可美sss
- 浜松開誠館中学校
- 浜松開誠館高等学校
- 明治大学
- 2020年  東京武蔵野シティFC
- 2021年 -   東京武蔵野ユナイテッドFC

## 個人成績
| 国内大会個人成績 | 国内大会個人成績 | 国内大会個人成績 | 国内大会個人成績 | 国内大会個人成績 | 国内大会個人成績 | 国内大会個人成績 | 国内大会個人成績 | 国内大会個人成績 | 国内大会個人成績 | 国内大会個人成績 | 国内大会個人成績 |
| 年度             | クラブ           | 背番号           | リーグ           | リーグ戦         | リーグ戦         | リーグ杯         | リーグ杯         | オープン杯       | オープン杯       | 期間通算         | 期間通算         |
| 年度             | クラブ           | 背番号           | リーグ           | 出場             | 得点             | 出場             | 得点             | 出場             | 得点             | 出場             | 得点             |
| 日本             | 日本             | 日本             | 日本             | リーグ戦         | リーグ戦         | リーグ杯         | リーグ杯         | 天皇杯           | 天皇杯           | 期間通算         | 期間通算         |
| ---------------- | ---------------- | ---------------- | ---------------- | ---------------- | ---------------- | ---------------- | ---------------- | ---------------- | ---------------- | ---------------- | ---------------- |
| 2019             | 明治大           | 19               | -                | -                | -                | -                | -                | 1                | 0                | 1                | 0                |
| 2020             | 武蔵野C          | 16               | JFL              | 15               | 1                | -                | -                | 3                | 1                | 18               | 2                |
| 2021             | 武蔵野U          | 16               | JFL              | 29               | 0                | -                | -                | -                | -                | 29               | 0                |
| 2022             | 武蔵野U          | 4                | JFL              | 30               | 1                | -                | -                | -                | -                | 30               | 1                |
| 2023             | 武蔵野U          | 4                | JFL              |                  |                  | -                | -                | -                | -                |                  |                  |
| 通算             | 日本             | 日本             | JFL              | 74               | 2                | -                | -                | 3                | 1                | 77               | 3                |
| 通算             | 日本             | 日本             | 他               | -                | -                | -                | -                | 1                | 0                | 1                | 0                |
| 総通算           | 総通算           | 総通算           | 総通算           | 74               | 2                | -                | -                | 4                | 1                | 78               | 3                |